# Welcome to Paradise
Welcome to Paradise è un brano del gruppo punk rock Green Day. Fu estratto come singolo dall'album Dookie, pubblicato nel 1994 dalla casa discografica Reprise Records. È una ri-registrazione del brano già apparso all'interno dell'album Kerplunk (1992).

## Descrizione
Si tratta del secondo brano del gruppo ad essere stato pubblicato come singolo, dopo Longview. Molto orecchiabile, in stile Dookie, è famosa anche per un particolare assolo di basso inserito nel brano, che è composto dallo stesso riff ripetuto per quasi un minuto.
La canzone è stata scritta dopo che Armstrong e Dirnt andarono a vivere in uno squat a Oakland.

## Altre versioni
- Il brano si trova anche nella raccolta International Superhits!.
- Una versione dal vivo è presente negli EP Foot in Mouth e Live Tracks.
- La versione originaria del brano è contenuta nell'album Kerplunk.

## Tracce
1. Welcome to Paradise (album version) - 3:45
2. Chump (live) - 2:44 (registrata il giorno 11 marzo 1994 al Jannus Landing, St. Petersburg, Florida)
3. Emenius Sleepus (album version) - 1:44

## Formazione
- Billie Joe Armstrong – voce, chitarra
- Mike Dirnt – basso, seconda voce
- Tré Cool – batteria

## Classifiche
| Classifica (1994)         | Posizione massima |
| ------------------------- | ----------------- |
| Australia                 | 44                |
| Nuova Zelanda             | 21                |
| Regno Unito               | 20                |
| Stati Uniti (alternative) | 7                 |